# Xirvànskaia Vodokatxka
Xirvànskaia Vodokatxka - Ширванская Водокачка (rus) és un possiólok del krai de Krasnodar, a Rússia. Es troba als vessants septentrionals del Caucas occidental, a la vora esquerra del riu Pxekha, a 11 km al sud d'Apxeronsk i a 98 km al sud-est de Krasnodar, la capital.
Pertany al municipi de Nóvie Poliani.